# Podsavezna nogometna liga Nova Gradiška 1961./62.
Podsavezna nogometna liga Nova Gradiška (također i kao Liga Nogometnog podsaveza Nova Gradiška) je bila liga četvrtog stupnja nogometnog prvenstva Jugoslavije u sezoni 1961./62. Sudjelovalo je 10 klubova, a prvak je bila "Sloga" iz Nove Gradiške. 

## Ljestvica
| mj. | klub                   | ut. | pob. | ner. | por. | gol+ | gol- | bod |
| --- | ---------------------- | --- | ---- | ---- | ---- | ---- | ---- | --- |
| 1.  | Sloga Nova Gradiška    | 18  | 16   | 1    | 1    | 83   | 23   | 33  |
| 2.  | Budućnost Rešetari     | 18  | 10   | 2    | 6    | 44   | 26   | 22  |
| 3.  | Mladost Cernik         | 18  | 9    | 2    | 7    | 45   | 26   | 20  |
| 4.  | Balkan Jasenovac       | 18  | 10   | 0    | 8    | 37   | 43   | 20  |
| 5.  | Psunj Okučani          | 18  | 9    | 0    | 9    | 40   | 57   | 18  |
| 6.  | Partizan Batrina       | 18  | 8    | 0    | 10   | 51   | 58   | 16  |
| 7.  | Trokut Novska          | 18  | 7    | 0    | 11   | 33   | 41   | 14  |
| 8.  | Borac Nova Gradiška    | 18  | 5    | 3    | 10   | 31   | 40   | 13  |
| 9.  | Radnički Nova Gradiška | 18  | 5    | 2    | 11   | 35   | 46   | 12  |
| 10. | Sava Stara Gradiška    | 18  | 5    | 2    | 11   | 41   | 60   | 12  |

## Rezultatska križaljka
| kratica | klub                   | BAL | BOR | BUD | MLA | PAR | PSU | RAD | SAVA | SLO | TRO |
| --- | ---------------------- | --- | --- | --- | --- | --- | --- | --- | ---- | --- | --- |
| BAL | Balkan Jasenovac       |     |     |     |     |     |     |     |      |     |     |
| BOR | Borac Nova Gradiška    |     |     |     |     |     |     |     |      |     |     |
| BUD | Budućnost Rešetari     |     |     |     |     |     |     |     |      |     |     |
| MLA | Mladost Cernik         |     |     |     |     |     |     |     |      |     |     |
| PAR | Partizan Batrina       |     |     |     |     |     |     |     |      |     |     |
| PSU | Psunj Okučani          |     |     |     |     |     |     |     |      |     |     |
| RAD | Radnički Nova Gradiška |     |     |     |     |     |     |     |      |     |     |
| SAVA | Sava Stara Gradiška    |     |     |     |     |     |     |     |      |     |     |
| SLO | Sloga Nova Gradiška    |     |     |     |     |     |     |     |      |     |     |
| TRO | Trokut Novska          |     |     |     |     |     |     |     |      |     |     |
| |                        |     |     |     |     |     |     |     |      |     |     |
| podebljan rezultat - utakmice od 1. do 9. kola (1. utakmica između klubova) rezultat normalne debljine - utakmice od 10. do 18. kola (2. utakmica između klubova) rezultat nakošen - nije vidljiv redoslijed odigravanja međusobnih utakmica iz dostupnih izvora rezultat smanjen * - iz dostupnih izvora nije uočljiv domaćin susreta prekrižen rezultat - poništena ili brisana utakmica p - utakmica prekinuta 3:0 p.f. / 0:3 p.f. - rezultat 3:0 bez borbe |                        |     |     |     |     |     |     |     |      |     |     |

 Izvori:

## Unutrašnje poveznice
- Slavonska zona 1961./62.
- Podsavezna liga Našice 1961./62
- Podsavezna liga Osijek 1961./62.
- Podsavezna liga Slavonski Brod 1961./62.
- Podsavezna liga Slavonska Požega 1961./62.
- Podsavezna liga Vinkovci 1961./62.